# فرودگاه پریویل
 فرودگاه پریویل (به انگلیسی: Perryville Airport) یک فرودگاه همگانی بهره‌برداری هوایی با کد یاتا KPV است که یک باند فرود شن دارد و طول باند آن ۱۰۰۶ متر است. این فرودگاه در کشور ایالات متحده آمریکا قرار دارد و در ارتفاع ۹ متری از سطح دریا واقع شده است.